# 中井眞一郎
中井 眞一郎（なかい しんいちろう、1946年（昭和21年）1月12日 - ）は、日本の元政治家、弁護士。埼玉県所沢市長を1期務めた。

## 経歴
家業は市内金山町の米穀店。1967年司法試験合格、1968年東京大学法学部卒業、1970年主に民事事件の弁護士活動をはじめた。1987年所沢市長当選。1期つとめ、1991年引退。1992年埼玉県知事選挙に立候補し落選。以後、政治活動を離れる。2014年現在、埼玉弁護士会に弁護士登録している。